# Maximiliano Batista
Maximiliano Batista (San Pedro, Buenos Aires, Argentina, 19 de mayo de 1991) es un futbolista argentino. Juega de delantero. Actualmente se desempeña en Crucero del Norte.

## Clubes
| Club              | País      | Año           |
| ----------------- | --------- | ------------- |
| Crucero del Norte | Argentina | 2010-2013     |
| Deportivo Curupay | Argentina | 2013          |
| PSM Futbol        | Argentina | 2015          |
| Crucero del Norte | Argentina | 2016-presente |